# Joos van Winghe

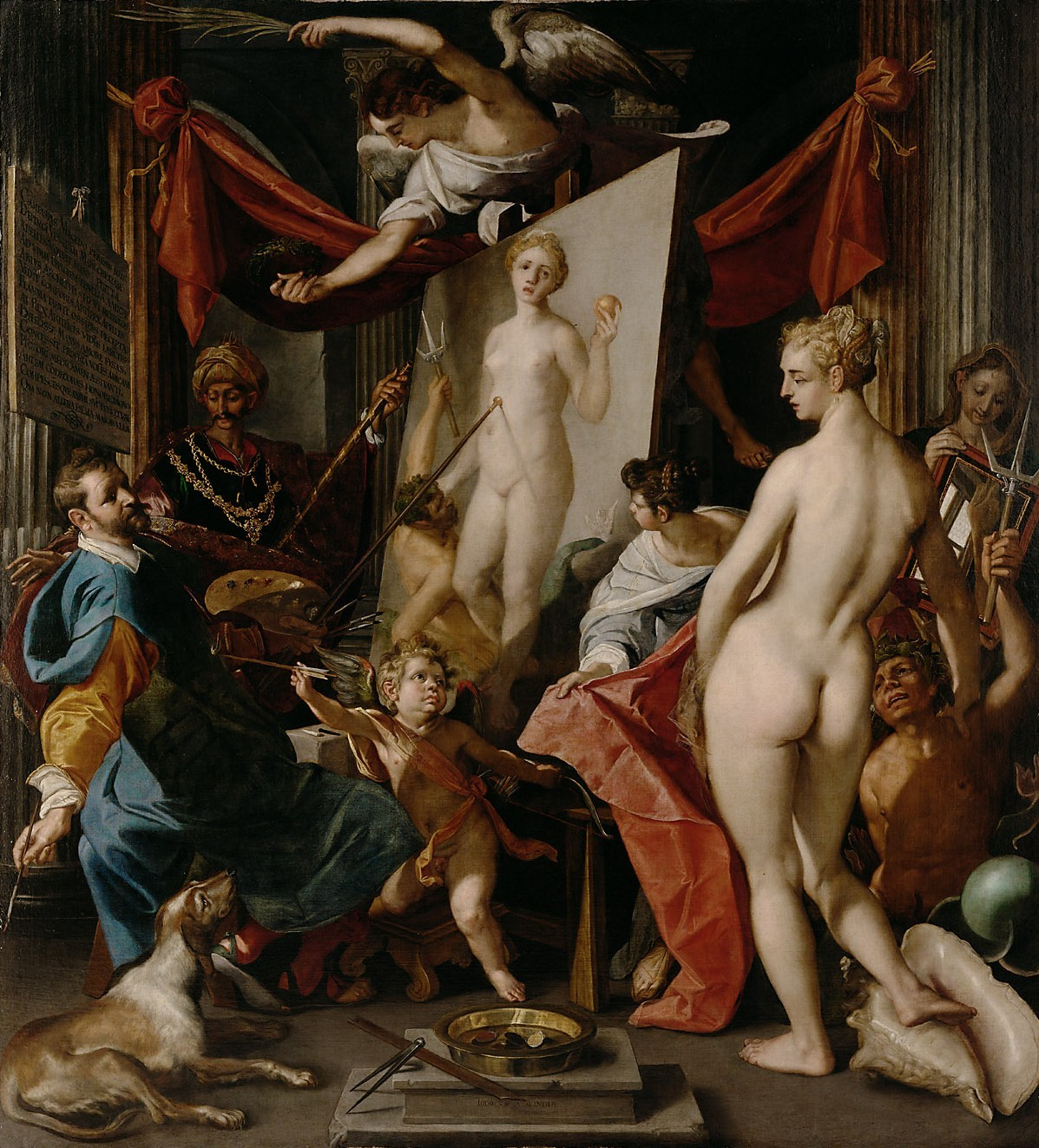
Apeles pintando a Campaspe delante de Alejandro, pintando su autorretrato como Apelles

Joos van Winghe, Jodocus un Winghe o Jodocus van Winghen (1544-1603) fue un pintor flamenco. Es conocido por sus pinturas de historia, retratos, alegorías y escenas de género. Trabajó en Bruselas como pintor de la corte y dejó Flandes después de la caída de Amberes en 1585. Luego trabajó en Fráncfort durante el resto de su carrera. En Alemania disfrutó del patrocinio del emperador del Sacro Imperio Romano Rodolfo II y adoptó un estilo más claramente manierista.

## Vida
La fuente principal de la vida de Joos van Winghe es el historiador y artista flamenco contemporáneo Karel van Mander. Los historiadores del arte moderno tratan las biografías de artistas de Van Mander con cautela. Van Mander relata que van Winghe nació en Bruselas en 1544. No hay información independiente que pueda confirmar esta fecha de nacimiento.

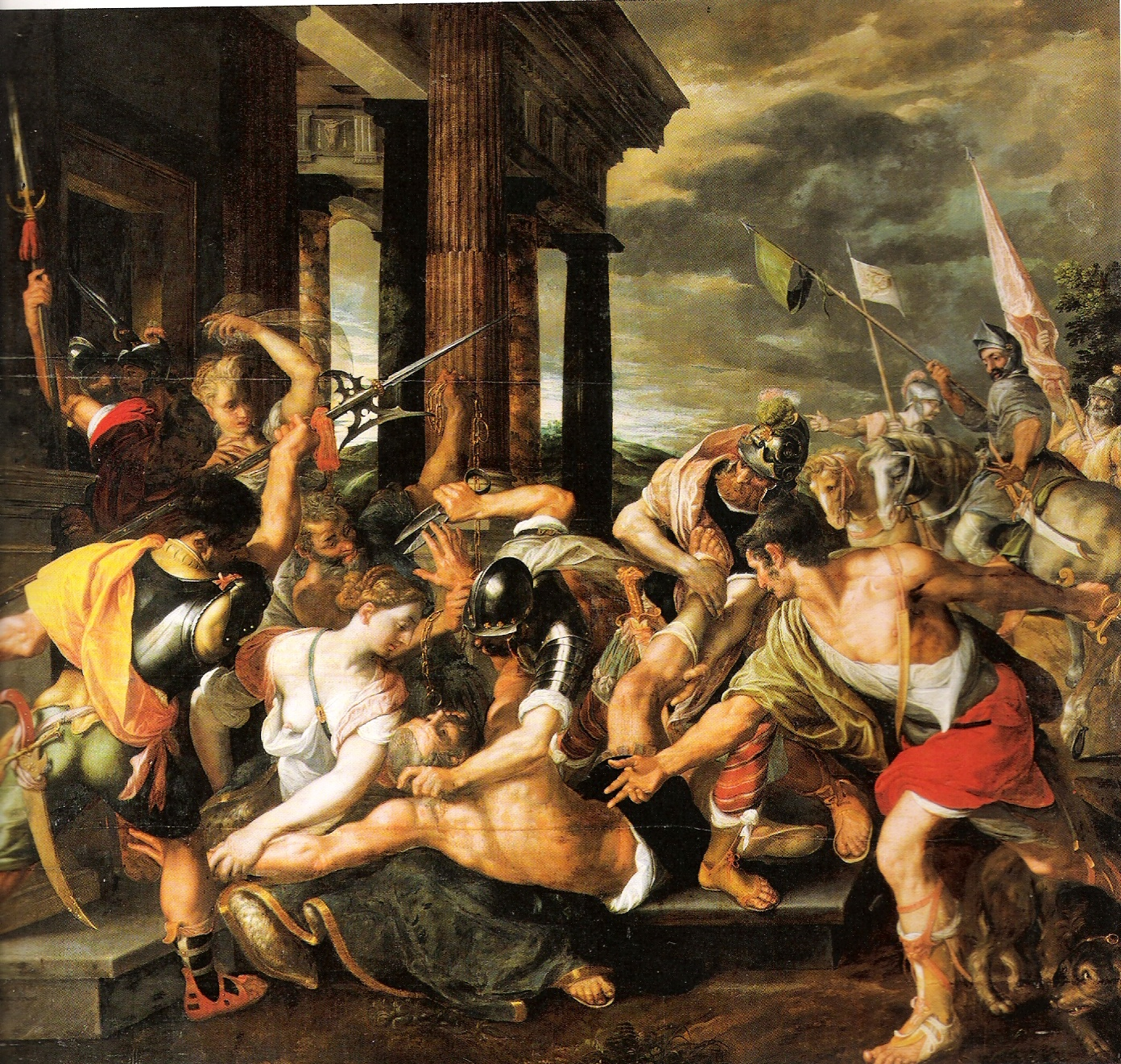
Dalila entrega a Sansón a los filisteos

Van Mander afirma que van Winghe viajó a Italia para continuar sus estudios. En Roma vivió con un cardenal durante cuatro años.  Van Winghe pasó un tiempo en Parma donde, según los informes, pintó un fresco de la Última Cena en el refectorio del monasterio de los Servitas. Trabajó en el taller del pintor manierista italiano Jacopo Bertoja, quien también empleó al pintor flamenco Bartholomaeus Spranger. Winghe y Spranger ayudaron a Bertoja a pintar las habitaciones de Villa Farnese que le habían encargado terminar. También trabajó en Roma y Parma para Bertoja. Entre Spranger y van Winghe debió haber una estrecha amistad durante su estancia en Italia. Los dos artistas se mantuvieron en contacto décadas después, cuando Spranger trabajaba como pintor de la corte de Rodolfo II en Praga y Van Winghe se había establecido en Frankfurt.
En su viaje de regreso de Italia pasó por París. Permaneció un tiempo en Fontainebleau donde fue influenciado por el estilo manierista de la Escuela de Fontainebleau. El pintor flamenco Hendrick de Clerck pudo haber sido alumno de Van Winghe durante su estancia en Italia.

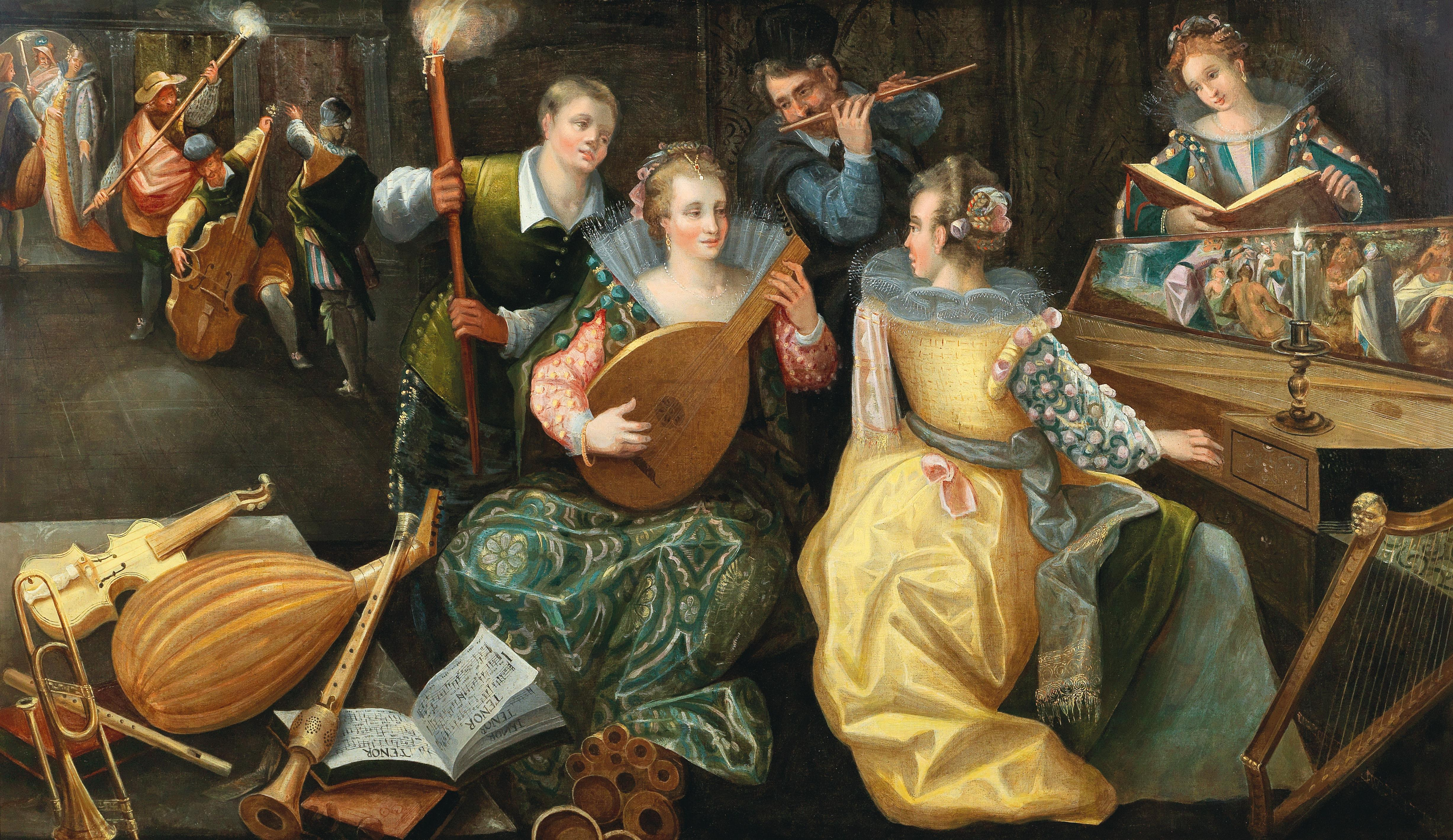
Compañía elegante, tocando a la luz de las antorchas

Después de su regreso a Bruselas en 1568, se convirtió en pintor de la corte de Alejandro Farnesio, duque de Parma, entonces gobernador general de los Países Bajos españoles. Durante su estancia en Bruselas creó una serie de composiciones religiosas. Se casó con Catharina van der Borcht, que era miembro de la familia de pintores van der Borcht. Su hijo Jeremias van Winghe también se convirtió en pintor más tarde. Dejó su país de origen con su familia en 1585 después de la caída de Amberes y fue sustituido como pintor de la corte por Otto van Veen.  El hecho de que dejara Flandes después de la caída de Amberes indica que era protestante. Una alegoría pintada que representa una personificación encadenada de Bélgica, es decir, los Países Bajos, respalda la opinión de que emigró por motivos políticos.
Se estableció en Frankfurt en 1588. Allí formó parte del gran contingente de artistas flamencos que habían abandonado su país de origen por razones religiosas, como Hans Vredeman de Vries, Marten van Valckenborch y sus hijos Frederik van Valckenborch y Lucas van Valckenborch, Joris Hoefnagel y Jacob Hoefnagel . También había grabadores flamencos en Frankfurt. Muchos de los artistas estaban unidos mediante una red de relaciones familiares establecidas a través de matrimonios mixtos. Los artistas exiliados trabajaban regularmente juntos en proyectos en los que cada artista contribuía a una pintura en la parte en la que estaba especializado. Por ejemplo, un pintor de figuras y un pintor de bodegones contribuirían respectivamente con las figuras y los elementos de bodegones en una pintura. Los artistas también proporcionaban diseños para las publicaciones grabadas por los grabadores flamencos establecidos en Frankfurt. Van Winghe mantuvo estrechas relaciones con el grupo de artistas flamencos en Frankenthal a través de Hendrik Gijsmans. Van Winghe probablemente disfrutó del patrocinio del emperador del Sacro Imperio Romano Rodolfo II gracias a su amigo Spranger, que era pintor de la corte. Spranger pudo haber sido quien aconsejó la compra de la pintura de van Winghe. Apelles pintando a Campaspe ante Alejandro para la colección imperial y una serie de doce apóstoles diseñados por él, que fue dedicada al Arzobispo Berka en Praga.

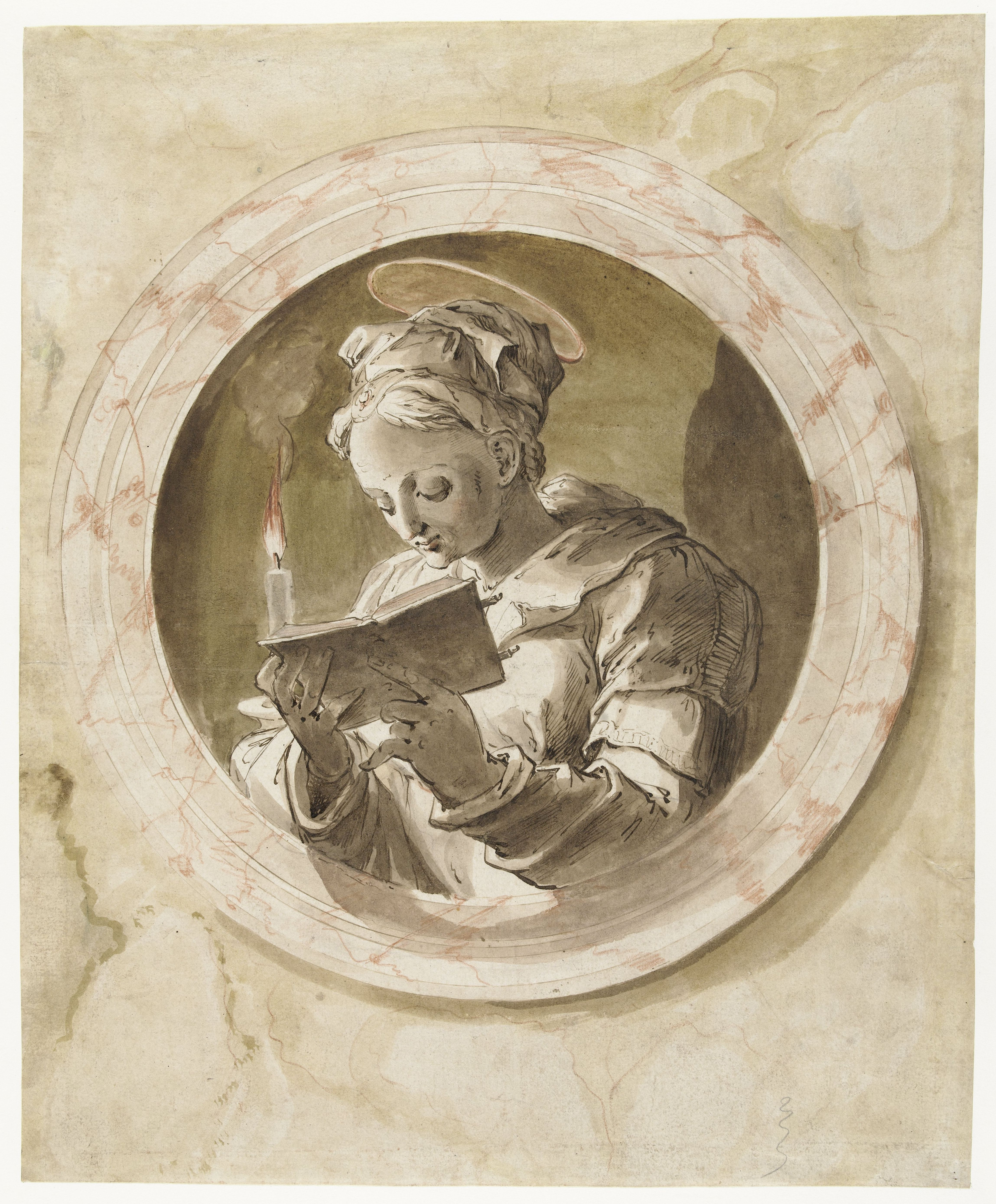
María Magdalena o Santa Águeda

Fue el padre del pintor Jeremias van Winghe, que  también trabajó en Frankfurt.
Murió en Frankfurt en 1603.

## Obra

### General
Es conocido por obras religiosas, alegorías, retratos y obras de género, así como por diseños de grabados. Van Mander menciona varias piezas salidas de su mano en Bruselas, Frankfurt y Ámsterdam.  Sobre la base de estas pinturas descritas por van Mander y unas obras firmadas por el artista más un dibujo con monograma en Bruselas, se han podido atribuir a Joos van Winghe un pequeño grupo de pinturas y dibujos. Van Winghe estuvo muy  influenciado por el manierismo del centro de Italia y la pintura veneciana. Su trabajo también fue influenciado por la Escuela de Fontainebleau. En la década de 1590, van Winghe trabajó en Frankfurt dentro de la esfera de influencia de los artistas que trabajan en la corte del emperador RodolfoII, incluido el pintor flamenco Bartholomeus Spranger, pintor de la corte del emperador Rodolfo II en Praga, con quien había colaborado durante su período de residencia en Roma.

### Alegre compañía

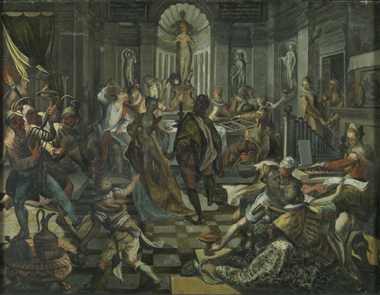
Fiesta nocturna y mascarada

Van Winghe pintó una serie de escenas alegres que muestran carnavales y fiestas nocturnas. Ejemplos son la Compañía elegante, tocando a la luz de las antorchas y la  Escena de taberna por la noche. Muestran el interior de locales de noche e iluminados por antorchas. Hay músicos que interpretan música en ambas pinturas. En la segunda pintura, hombres y mujeres se dedican a jugar a las cartas, beber, fumar y besarse. Que el lugar es un burdel se desprende del intercambio subrepticio de una bolsa de dinero entre uno de los hombres y una anciana. Una pintura colgada en la pared posterior muestra la escena del hijo pródigo comiendo cerdo. Esto muestra que la pintura probablemente representa una escena de la historia bíblica del hijo pródigo.

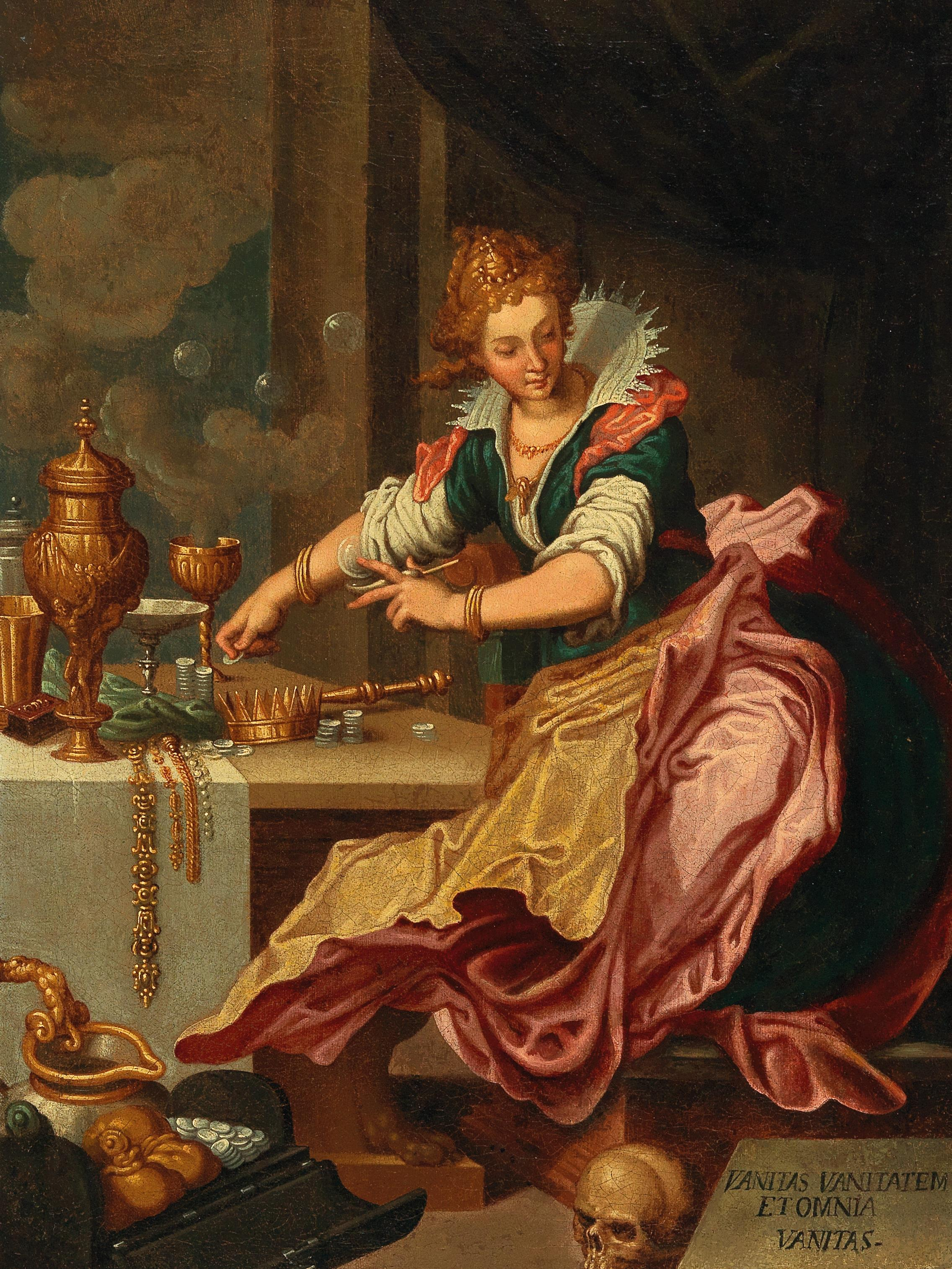
Una alegoría de la Vanidad

Van Winghe creó algunas versiones del cuadro Fiesta y mascarada nocturna, también conocida como La casa de mala reputación. La versión original es probablemente la pintura que está en los Museos Reales de Bellas Artes de Bélgica en Bruselas. Hay un dibujo sobre la pintura de van Winghe en el Kupferstich-Kabinett, de Dresde. También hay una pintura anónima en el Rijksmuseum de Ámsterdam que difiere del dibujo y el grabado, pero está claramente inspirada en la creación de van Winghe. La pintura de Bruselas muestra una fiesta de personas elegantemente vestidas en una habitación magnífica. Al fondo de la sala hay estatuas en nichos. El nicho central es más grande y contiene una gran estatua de una mujer desnuda. Al frente hay hombres y mujeres bebiendo y en actitud de cortejo. A la derecha, al fondo de la sala, una anciana que sostiene una bolsa lleva de la mano a una joven. En primer plano, una mujer toca un órgano y hombres con máscaras tocan laúdes y cantan. A ambos lados del nicho más grande hay dos placas con textos en latín del segundo Libro de la Sabiduría, que apuntan a la necesidad de disfrutar de la vida. La escena representada en la pintura ilustra los vicios condenados por el Libro de la Sabiduría de Jesús ben Sirá.

### Alegorías
Los pintores manieristas preferían las obras con un significado alegórico. Van Winghe no fue una excepción a esto y realizó varias obras alegóricas como la Alegoría de la vanidad (Dorotheum, Viena, 17 de octubre de 2017, lote 240) y la Fama que se cierne sobre el mundo (Colección Lingenauber Monaco), que tratan temas alegóricos bastante comunes. Otras obras alegóricas tienen un significado político como la alegoría descrita por van Mander que representa una personificación encadenada de Bélgica, es decir, los Países Bajos.
Pintó algunas versiones del cuadro Apelles pintando a Campaspe ante Alejandro (dos versiones están en el Kunsthistorisches Museum) de las cuales una fue pintada por encargo del emperador Rodolfo II. La inspiración de sus pinturas fue la historia de Alejandro, quien le pide a Apelles que pinte a su amante Campaspe. Cuando Alejandro se da cuenta de que Apelles se ha enamorado de su modelo, Alejandro decide dejar a su amante al pintor. Este tema fue considerado como una alegoría de la relación entre los gobernantes y los artistas en la corte de Rodolfo, donde el gobernante sacrifica sus propias pasiones en favor del arte. Van Winghe usó el lenguaje erótico típico del arte producido para la corte de Rodolfo. Van Winghe pintó su autorretrato en el pintor cuyo brazo es atravesado por la flecha de Cupido. El pintor flamenco Jacob Hoefnagel, que trabajaba en la corte de Rodolfo, pintó una versión en miniatura de la historia de Apelles y Campaspe, que se inspiró en el tratamiento de Van Winghe sobre el tema.

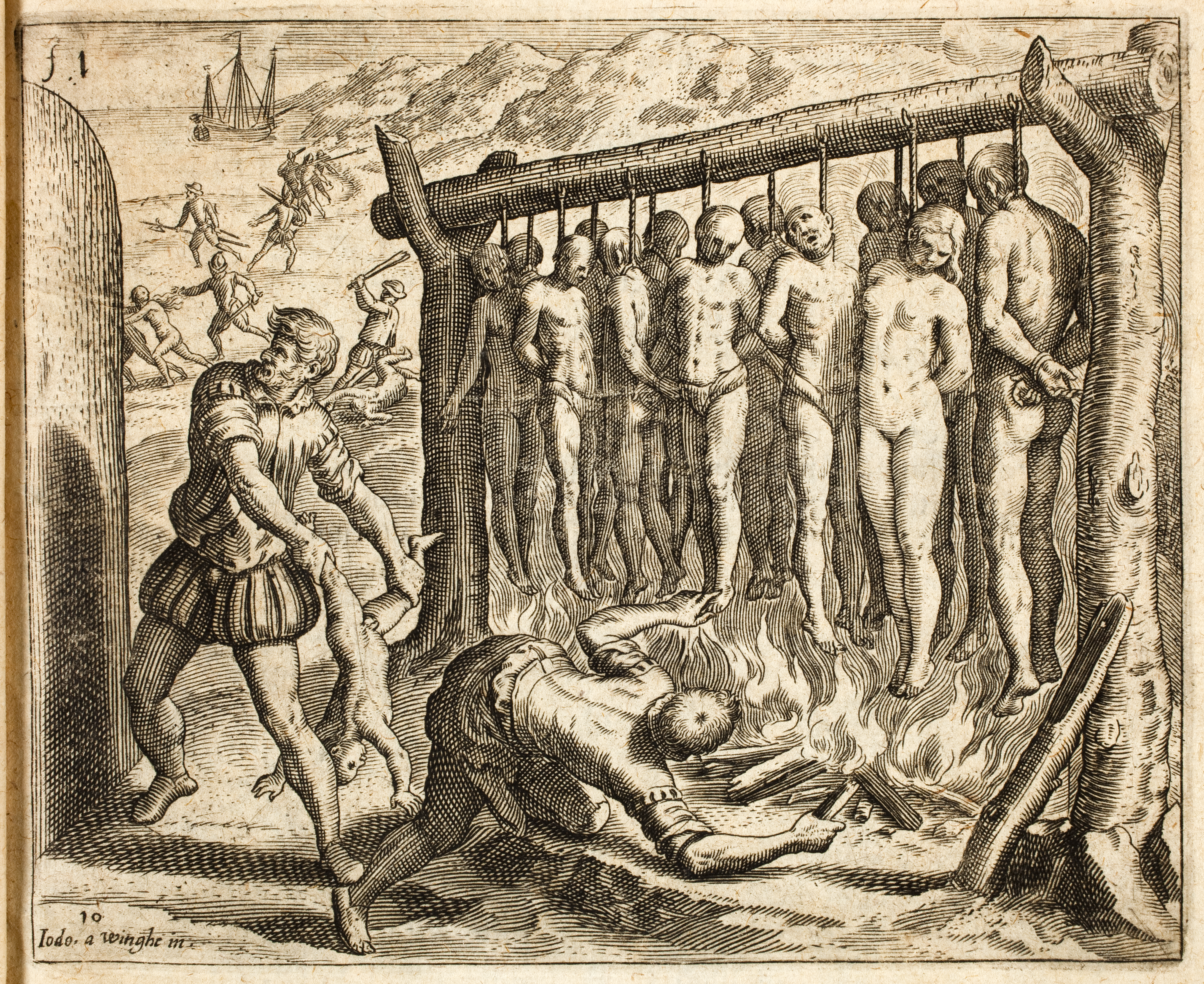
Los soldados españoles cuelgan, queman y aporrear a indios de la Narratio regionum indicarum per hispanos quosdam deuastatarum verissima

### Dibujos y diseños
En Fráncfort, van Winghe parece que trabajó principalmente como dibujante y diseñador de grabados con la gran comunidad de grabadores de su país de origen que se habían establecido allí, como Jan y Raphael Sadeler, Crispijn de Passe y Theodor de Bry. Van Winghe diseñó las ilustraciones para la primera traducción latina (hecha después de la edición francesa de 1579) de la Brevísima relación de destrucción de las Indias de Bartolomé de las Casas, que describía el trato cruel a la población indígena en América. El libro fue publicado en 1598 en Fráncfort por Theodor de Bry (quien también grabó las copias) y Johann Saur bajo el título Narratio regionum Indicarum per Hispanos quosdam deuastatarum verissima.
Dibujó una serie de los doce apóstoles con Cristo para el arzobispo Berka en Praga, que fueron grabados por el grabador flamenco Johan Bara.